# Freixenet
Freixenet (AFI: /ˌfɾəʃə'nɛt/) es una empresa española productora de cava y otros vinos espumosos y tranquilos, con sede en San Sadurní de Noya, en la provincia de Barcelona. Está presidida, desde noviembre de 2021, por Alfred Oetker, y completan el Consejo de Administración Pedro Ferrer, José María Ferrer y Carl Ferdinand Oetker, como consejero.

## Historia
La empresa fue fundada después de la unión de dos familias especializadas en el mercado vinícola: los Ferrer, propietarios de La Freixeneda presente desde el siglo XII, y los Salas, fundadores de Casa Sala. Cuando Pedro Ferrer Bosch contrajo matrimonio con Dolores Sala Vivé se asentaron los cimientos de la empresa. Cuando la producción vinícola española cayó a finales del siglo XIX, muchas empresas Freixenet se interesaron por la producción de cava, comenzando a embotellar espumosos bajo la marca Freixenet a partir de 1914.
Durante la guerra civil española la familia perdió la compañía, pero vuelve a recuperarla al término de la misma gracias al empuje de Dolores Sala y su hija. En 1941 consiguen lanzar su producto más vendido, el cava "Carta Nevada". Bajo el control de José Ferrer, a finales de la década de 1950 Freixenet consigue mejorar la trayectoria de la compañía en lo comercial hasta convertirla en una de las principales empresas dedicadas al cava. En 1974 Freixenet lanza "Cordón Negro". Desde los años 1970 Freixenet comenzó su expansión a los mercados internacionales y en 1985 consiguió ser el líder mundial del mercado de cava. 
En las siguientes décadas Freixenet lanza productos más modernos e innovadores como el cava Elyssia en 2009, el cava para tomar con hielo Freixenet ICE en 2016, Freixenet Prosecco DOC en 2017 o Vinos Freixenet en 2021.  
En 2018 el grupo alemán Henkell & Co. adquirió el 50% de Freixenet.
En 2019 la alianza hispano-alemana pasa a denominarse Henkell Freixenet creando el grupo de vinos espumosos líder en el mundo.

## Publicidad de Freixenet
Sus anuncios de televisión, emitidos durante las fiestas de Navidad, cuentan desde 1977 con la presencia de personalidades famosas españolas e internacionales, y son emitidos solo durante el prime time de las cadenas de televisión nacional. Se caracterizan por tener normalmente una trama argumental y por su larga duración. También suelen aparecer las "burbujas de Freixenet", jóvenes mujeres disfrazadas con trajes dorados y que simulan burbujas de cava. Otro de sus personajes más conocidos es el "niño de Freixenet", vestido de rojo con una botella bajo el brazo, que está presente en los carteles y anuncios de la compañía desde los años 1920. En 2018 Freixenet deja de contar con personajes famosos en sus anuncios y cambia su estrategia de publicidad con el objetivo de desestacionalizar el consumo del cava y consolidar el posicionamiento internacional de la marca, así como maximizar el estilo de vida mediterráneo a través de una campaña global.

### Estrellas que han protagonizado los anuncios
- 1977: Liza Minnelli
- 1978 y 1979: Burbujas de Freixenet
- 1980: Bárbara Rey, Lorenzo Santamaría, Sydne Rome y Margaux Hemingway
- 1981: Gene Kelly
- 1982: Norma Duval, Cheryl Ladd y Ann Margret (Dirigido por Hugo Stuven)
- 1983: Miguel Bosé y Shirley MacLaine
- 1984: Plácido Domingo y Ana Obregón
- 1985: Raquel Welch
- 1986: Alexander Godunov y Jacqueline Bisset
- 1987: Victoria Principal
- 1988: José Carreras
- 1989: Paul Newman
- 1990: Inés Sastre y Christopher Reeve
- 1991: Don Johnson y Norma Duval
- 1992: Antonio Banderas y Sharon Stone
- 1993: Kim Basinger
- 1994: Elenco de actores de Belle Époque: Penélope Cruz, Ariadna Gil, Maribel Verdú, Miriam Díaz Aroca, Jorge Sanz y Gabino Diego
- 1995: Nacho Duato y Andie MacDowell
- 1996: Anthony Quinn, Lorenzo Quinn, Mar Flores, Sofía Mazagatos y Juncal Rivero
- 1997: Meg Ryan
- 1998: Maribel Verdú, Alejandro Sanz, Laura Ponte y Ainhoa Arteta
- 1999: Montserrat Caballé, Joaquín de Luz, Tamara Rojo, Carlos Núñez, Cristina Pato, Ketama, Estrella Morente, Íngrid Rubio y Lorena Bernal
- 2000: Lorin Maazel y las Burbujas de Freixenet
- 2001: Penélope Cruz
- 2002: Pilar López de Ayala
- 2003: Paz Vega
- 2004: Nieves Álvarez y Pierce Brosnan
- 2005: Gabino Diego y Demi Moore
- 2006: Ángel Corella y Gwyneth Paltrow
- 2007: Simon Baker (Dirigido por Martin Scorsese)
- 2008 y 2009: Selección española de natación sincronizada: Gemma Mengual, Alba Cabello, Raquel Corral, Andrea Fuentes, Thais Henríquez, Laura López, Irina Rodríguez y Paola Tirados
- 2010: Shakira
- 2011: Sara Baras y José Carlos Martínez
- 2012: Brindis en vídeos enviados por los espectadores (Dirigido por Bigas Luna)
- 2013: 66 Burbujas de Freixenet de todos los tiempos (Dirigido por Icíar Bollaín)[2]
- 2014: David Bisbal y María Valverde (Dirigido por Kike Maíllo)[3]
- 2015 y 2016: Conjunto español de gimnasia rítmica: Sandra Aguilar, Artemi Gavezou, Elena López, Lourdes Mohedano, Alejandra Quereda y Lidia Redondo (Dirigido por Kike Maíllo)[4][5]
- 2017: Ricardo Darín y Michelle Jenner[6]